# Autostrada Glenn
La Glenn Highway (parte dell'autostrada Alaska Route 1) è una strada nello Stato dell'Alaska (Stati Uniti d'America) lunga 288 km che congiunge Anchorage con Glennallen.

## Storia
Inizialmente la strada è nata negli anni trenta del secolo scorso come collegamento alla colonia agricola di Palmer. Durante la seconda guerra mondiale la strada è stata ampliata fino a Glennallen per collegare Anchorage al resto dello Stato. La strada è stata chiamata in onore del capitano Edwin Glenn, capo di una spedizione del 1898 per trovare un percorso dall'Alaska ai campi d'oro del Klondike.

## Percorso della strada
L'autostrada attraversa i seguenti borough: borough di Anchorage, borough di Matanuska-Susitna, Census Area di Valdez-Cordova (Unorganized Borough)
Tracciato della strada:
| Borough                                             | Mile  | Km dall'inizio | Località | Coordinate             |  |
| --------------------------------------------------- | ----- | --- | --- | ---------------------- |  |
| Borough di Anchorage                                | 0     | 0 | Anchorage - Nel centro della città alla fine del "Merrill Field Airport" la strada E 5th Ave diventa la "Glenn Hwy". Questo tratto fino al bivio per Palmer è a 2 corsie per marcia (2+2).          | 61°13′03″N 149°49′35″W |  |
| Borough di Anchorage                                | 13,4  | 21,5 | Uscita per Eagle River | 61°17′42″N 149°35′22″W |  |
| Borough di Anchorage                                | 20,5  | 33,0 | Uscita per Birchwood | 61°21′59″N 149°32′03″W |  |
| Borough di Anchorage                                | 26,5  | 42,6 | Lago Eklutna (Idlu Bena in lingua locale), Cimitero di Eklutna e Villaggio indigeno Eklutna fondato 350 anni fa.                                                                                    | 61°27′25″N 149°21′42″W |  |
| Borough di Anchorage                                | 29,8  | 47,9 | Bivio per la strada Old Glenn Hwy (strada panoramica per Palmer) | 61°28′12″N 149°16′04″W |  |
| Borough di Matanuska-Susitna                        |       | | Ponti sui fiumi Knik (Knik River) e Matanuska (Matanuska River) | 61°28′56″N 149°15′07″W |  |
| Borough di Matanuska-Susitna                        | 35,3  | 56,8 | Bivio con l'autostrada George Parks (George Praks Highway) Da qui in poi la strada ha in totale solo due corsie (1+1).                                                                              | 61°32′19″N 149°15′07″W |  |
| Borough di Matanuska-Susitna                        | 42,3  | 60,0 | Cittadina di Palmer | 61°35′58″N 149°07′21″W |  |
| Borough di Matanuska-Susitna                        | 56,0  | 90,1 | Cittadina di Sutton | 61°42′35″N 148°53′38″W |  |
| Borough di Matanuska-Susitna                        | 72,0  | 115,8 | Bivio per la strada Chickaloon Branch Road e ponte su fiume Chickaloon. | 61°47′04″N 148°27′15″W |  |
| Borough di Matanuska-Susitna                        | 101   | 162,5 | Il Matanska Glacier State Recreation Site indica l'approssimarsi della vista del ghiacciaio più importante del tragitto: il ghiacciaio Matanuska (Matanuska Glacier).                               | 61°48′04″N 147°49′08″W |  |
| Borough di Matanuska-Susitna                        | 121,0 | 194,7 | Si incontra il primo passo della statale Tahneta Pass a circa 960 m s.l.m.. | 61°51′09″N 147°22′26″W |  |
| Borough di Matanuska-Susitna                        | 129,3 | 208,0 | L'Eureka Summit (secondo passo) è il punto più elevato della statale (996 m s.l.m.). Vicino si trova Eureka Roadhouse, un piccolo agglomerato di alcune case con la possibilità di fare carburante. | 61°56′20″N 147°09′53″W |  |
| Borough di Matanuska-Susitna                        |       | Durante questo tratto della strada è possibile vedere il ghiacciaio Nelchina (Nelchina Glacier), originato nella catena montuosa dei Chugach (Chucagh Mountains). | |                        |  |
| Census Area di Valdez-Cordova (Unorganized Borough) |       | | Durante questo tratto della strada è possibile vedere il ghiacciaio Tazlina (Tazlina Glacier), originato nella catena montuosa dei Chugach (Chucagh Mountains).                                     |                        |  |
| Census Area di Valdez-Cordova (Unorganized Borough) | 137,4 | 221,1 | Un campeggio (senza alcun servizio) indica la zona di Nelchina. | 61°59′37″N 146°45′54″W |  |
| Census Area di Valdez-Cordova (Unorganized Borough) | 156,3 | 251,5 | In località Mendeltna si trova un piccolo aeroporto locale. | 62°03′49″N 146°26′40″W |  |
| Census Area di Valdez-Cordova (Unorganized Borough) | 160,0 | 257,5 | Bivio per la strada Lake Louise Road che porta all'omonimo lago dopo 30 km. | 62°05′11″N 146°21′05″W |  |
| Census Area di Valdez-Cordova (Unorganized Borough) | 173,0 | 278,4 | Un campeggio indica la zona di Tolsona con il Tolsona Creek e nelle vicinanze il gruppo di laghi Moose Lake, Tolsona Lake e Mud Lake.                                                               | 62°05′56″N 146°02′31″W |  |
| Census Area di Valdez-Cordova (Unorganized Borough) | 179,0 | 288 | Cittadina di Glennallen. Qui finisce anche l'autostrada. | 62°06′29″N 145°32′51″W |  |

(Non sempre le foto corrispondono esattamente alla località indicata)

## Altre notizie
Spesso il tratto di strada chiamato Tok Cut-Off tra Glennallen e Tok Junction viene considerato un prolungamento della Glenn Highway per un totale di 528 km.
Il punto più alto dell'autostrada è a 1 016 m s.l.m. (o 996 secondo le misurazioni) a Eureka Summit (una decina di chilometri dopo il vecchio Tahnela Pass a circa 960 m s.l.m.), che si trova sul divario tra le catene montuose Chugach e Talkeetna.
Nel 1994, in una cava utilizzata per materiale stradale, è stato trovato lo scheletro di un dinosauro chiamato Talkeetna Mountains Hadrosaur.
Buona parte della strada è considerata National Scenic Byway (strada panoramica).